# AZ Sint-Jan
Het AZ Sint-Jan (Algemeen Ziekenhuis Sint-Jan) is een openbaar ziekenhuis in de Belgische stad Brugge, gelegen in de wijk Sint-Pieters. Het vond zijn oorsprong omstreeks 1150 in de stad zelf. Het was gelegen aan de rand van de toenmalige stad, net binnen de oudste stadsomwalling. Het oudste document in verband met deze instelling dateert van 1188. Vandaag is het AZ Sint-Jan het grootste ziekenhuis van de stad.

## Oudste hospitaal

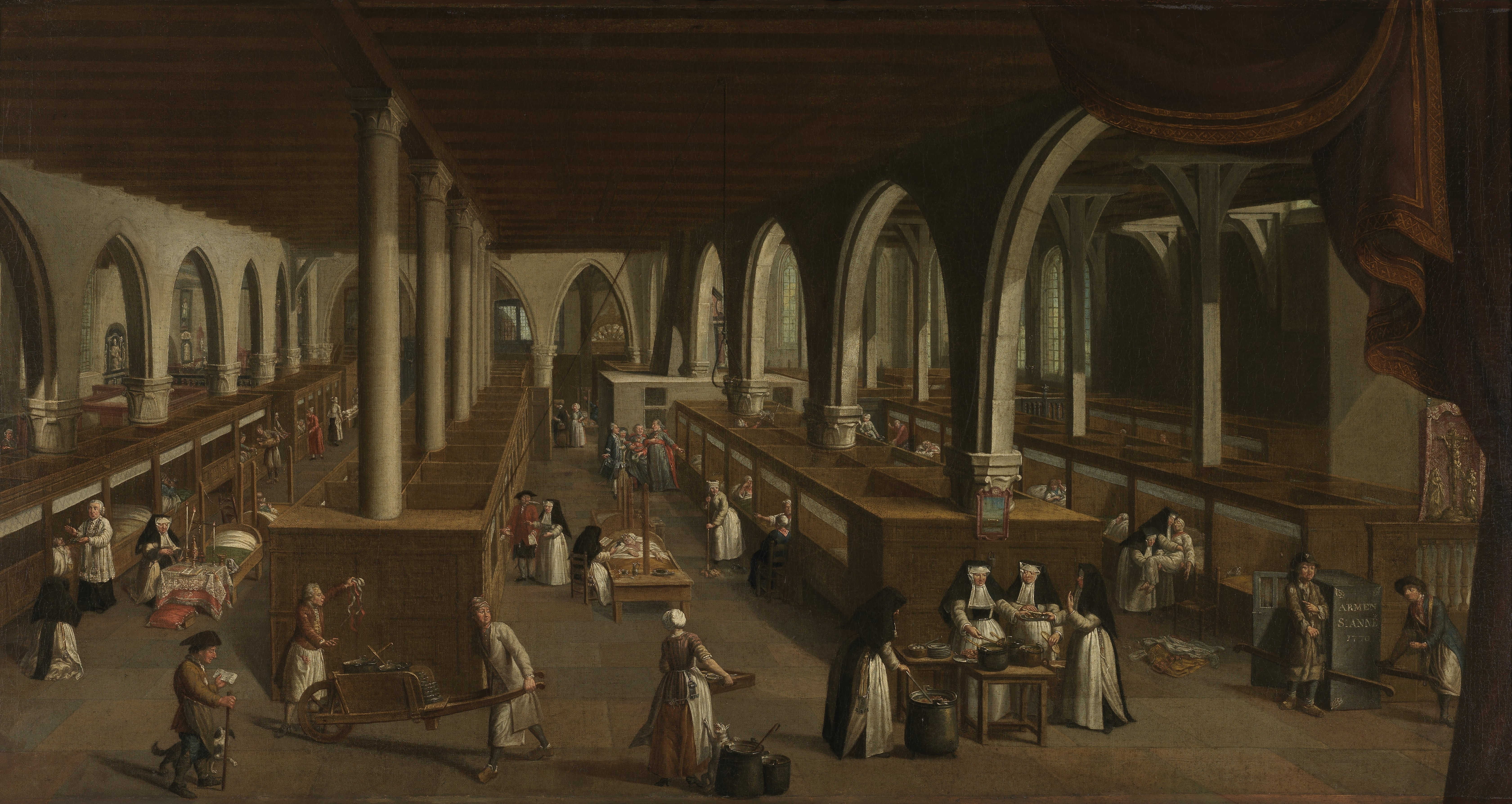
Beeld van de drie in elkaar lopende middeleeuwse ziekenzalen rond 1778

Het hospitaal werd ingeplant aan de Mariastraat, de toenmalige invalsweg vanuit Gent en Kortrijk. Van de eerste oorspronkelijke zaal zijn enkel de funderingen en wat muurfragmenten overgebleven. Om te voldoen aan de stijgende behoefte voor opvang van zieken, pelgrims en reizigers begon men begin 13de eeuw met de bouw van de drie nieuwe ziekenzalen. Een bouwfase die duurde tot ongeveer 1310. Later kwamen nog het mannenklooster (14de eeuw) en het zusterklooster (1544).
Vanaf het verdwijnen van de broedergemeenschap op het einde van de 16de eeuw stonden de zusters augustinessen alleen in voor het beheer en de ziekenzorg. Vanaf de 20ste eeuw gebeurde dit door gewone burgers.
Vanaf 1796 kwam het hospitaal onder het bestuur van de Commissie van Burgerlijke Godshuizen en vanaf 1925 onder dat van de Commissie voor Openbare Onderstand (COO), in 1977 omgevormd tot het huidige OCMW.

## Tweede hospitaal

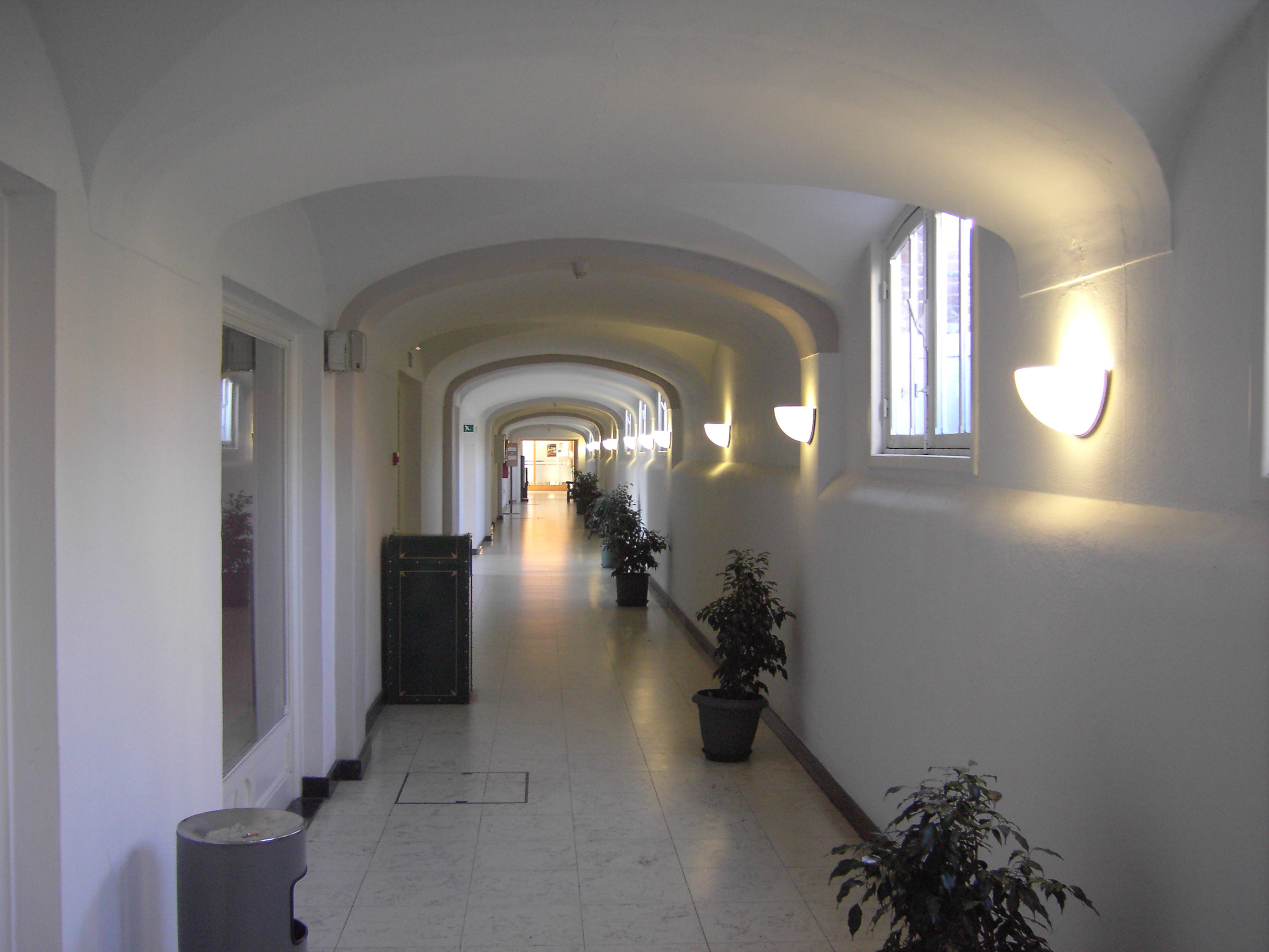
Sint-Janshospitaal uit 1864: de centrale gang naar de ziekenzalen

Door de evolutie van de tijd en een nieuwe kijk op de gezondheidszorg werden vanaf het midden van de 19e eeuw nieuwe gebouwen een noodzaak. Een hospitaal met acht ziekenzalen rond een centraal gebouw en centrale gang werd opgericht in 1864. De plannen waren van de hand van architect Isidoor Alleweireldt (1824-1892). Voor de bouw ervan moesten wel de brouwerij, de tuin en het kerkhof van het eerste ziekenhuis verdwijnen, daar waar men eerst overwoog de middeleeuwse gebouwen af te breken. Dit laatste is uiteindelijk nooit zover gekomen en nu is in het middeleeuwse gedeelte onder andere het Hans Memlingmuseum in gehuisvest.
Geleidelijk aan werden de ziekenzalen van het tweede hospitaal verdeeld in kleinere eenheden. Tussen de zalen en rond het gebouw zelf werden allerlei bijgebouwtjes geplaatst. Letterlijk en figuurlijk was het hospitaal uit zijn voegen gegroeid.
In 1976 werd het hospitaal buiten gebruik gesteld en kreeg het later een commerciële functie, die ingevuld wordt door een cybercafé, restaurant, loungebar e.d., en als decor, zoals in de VTM-serie Aspe. Een ernaast gebouwd congrescentrum deed de mogelijkheden verruimen.

## Huidige hospitaal

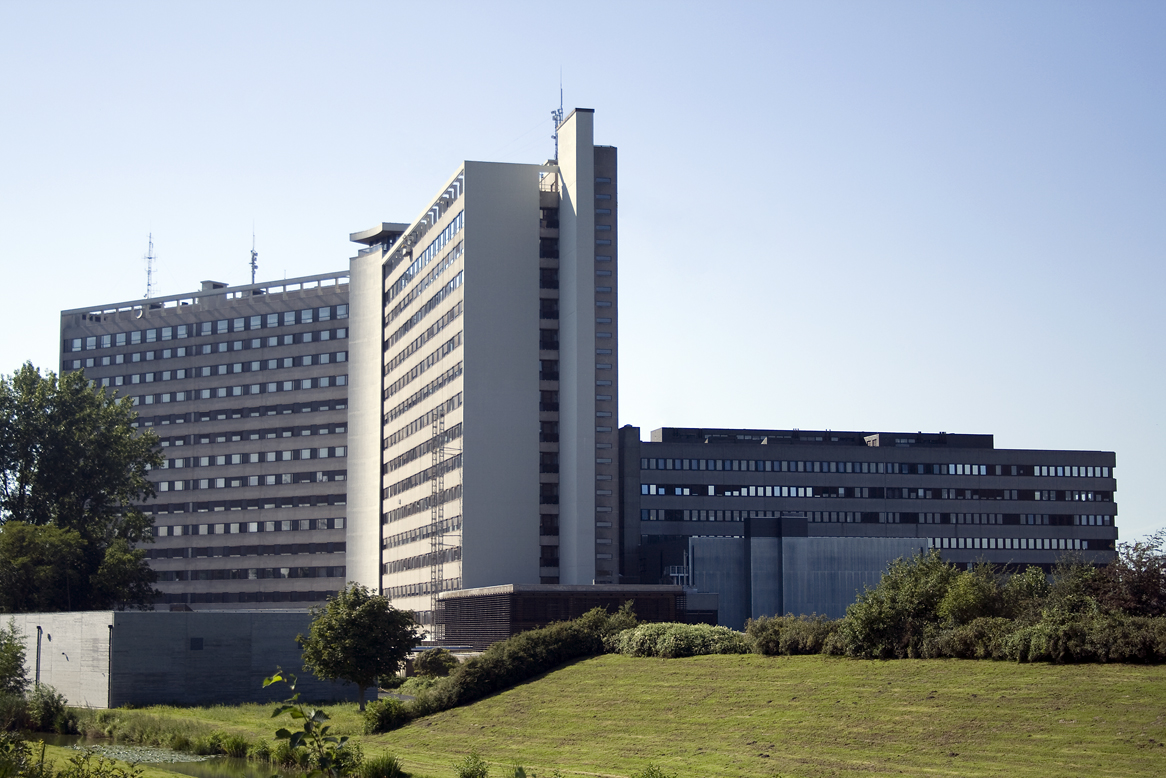
Het AZ Sint-Jan, in 1977 in gebruik genomen

Om te voldoen aan de steeds uitbreidende geneeskundige, hygiënische, verkeers- en parkeertechnische eisen heeft men dan in 1955 gekozen om het centrum te verlaten richting Ruddershove, te Sint-Pieters, Brugge.
Architect J. Lantsoght kreeg in 1964 de opdracht om het nieuwe ziekenhuis te bouwen op de gronden van de hoeve 'Wijnenburg' te Sint-Pieters.
Men koos destijds voor een innoverend, tijdloos ontwerp met een goede infrastructuur, die ervoor moest zorgen dat het nieuwe ziekenhuis zou voldoen aan de toekomstige vereisten en noden in de medische wetenschap.
In 1977 werd het ziekenhuis uiteindelijk in gebruik genomen. Vanwege de evolutie van de uitbreidende geneeskundige disciplines en de informatica zijn er in de loop van de jaren tal van renovatiewerken en uitbreidingen doorgevoerd.
Sinds 2000 is het AZ Sint-Jan gefusioneerd met het Sint-Franciscus Xaveriusziekenhuis, eveneens uit Brugge, dat behouden bleef als campus.
Van 1 januari 2009 tot 2023 was AZ Sint-Jan AV, samen met het Oostendse Henri Serruysziekenhuis, gefuseerd onder de naam AZ Sint-Jan Brugge-Oostende AV. In 2023 werd Henri Serruys AV weer uit deze fusie gehaald en fuseerden de twee Oostendse ziekenhuizen tot AZ Oostende. 
Het fusieziekenhuis was op vlak van het aantal personeelsleden en bedden het op een na grootste in West-Vlaanderen, na het AZ Delta.

## Trivia
- Eind 2016 was de reeks Helden van Hier: In de Lucht, over het werk van de West-Vlaamse MUG-helikopter (gestationeerd bij het AZ Sint-Jan) en de spoedgevallendienst van het ziekenhuis, te zien op VTM.